# McCune, Kansas
McCune är en ort i Crawford County i Kansas. Vid 2010 års folkräkning hade McCune 405 invånare.